# الأزمة العامة
الأزمة العامة، مصطلح يستخدمه المؤرخون لوصف فترة الصراع العالمي الواسع وعدم الاستقرار التي شهدتها أوروبا- والعالم أجمع حسب التأريخ الحديث- في الفترة ما بين أوائل القرن السابع عشر وحتى أوائل القرن الثامن عشر.
صاغ إريك هوبسباوم هذا المصطلح في مقالتيه عام 1954 بعنوان «أزمة القرن السابع عشر» اللتان نُشرتا في مجلة باست أند بريزنت.

## التعريف
عزز هيو تريفور روبر مصطلح الأزمة العامة كمفهوم تاريخي، في مقال نُشر عام 1959 بعنوان «الأزمة العامة للقرن السابع عشر»، والذي نُشر أيضًا في مجلة باست أند بريزنت. ناقش هوبسباوم الأزمة الاقتصادية في أوروبا، بينما نظر تريفور روربر إلى ناحية أخرى «أزمة العلاقات بين المجتمع والدولة». جادل تريفور روبر بأن السنوات الوسطى من القرن السابع عشر في أوروبا الغربية شهدت انهيارًا واسع النطاق في السياسة والاقتصاد والمجتمع بسبب سلسلة معقدة من المشاكل الديمغرافية والدينية والاقتصادية والسياسية. كانت جميع الأحداث المختلفة خلال «الأزمة العامة» مثل الحرب الأهلية الإنجليزية، والفروند في فرنسا، وذروة حرب الثلاثين عامًا في الإمبراطورية الرومانية المقدسة، والثورات ضد التاج الإسباني في البرتغال ونابولي وكاتالونيا، ظواهر لنفس المشكلة.
رأى تريفور روبر أن أهم سبب «للأزمة العامة» هو الصراع بين «المحكمة والبلد» في الدول الأميرية السيادية المركزية والبيروقراطية المتزايدة بقوة، والتي مثلتها المحكمة والأرستقراطية التقليدية الإقليمية القائمة على الأرض، والنبلاء الممثلين للبلاد. رأى التغييرات الفكرية والدينية التي أدخلها عصر النهضة والإصلاح البروتستانتي كأسباب ثانوية مهمة «للأزمة العامة».
هناك العديد من الخلافات بين المؤرخين حول فرضية «الأزمة العامة»، إذ نفى البعض وجود أي أزمة من هذا القبيل. رأى هوبسباوم أن مشاكل أوروبا في القرن السابع عشر كانت اجتماعية واقتصادية في الأصل، وهو الرأي الذي لم يتنازل عنه تريفور روبر، إذ افترض بدلًا من ذلك، أن «الأزمة العامة» كانت أزمة دولة ومجتمع، عجّل من حدوثها توسع المكاتب البيروقراطية في القرن السادس عشر.
شمل المؤرخون اللاحقون ممن اهتموا بالأزمة العامة جيوفري باركر، الذي ألف عدة كتب حول هذا الموضوع.

## التراجع الديمغرافي
انخفض عدد السكان في أوروبا والصين بشكل كبير خلال هذه الفترة. سبب هذا الانخفاض الديموغرافي معقد وغير مثبت بشكل كبير، إلا أن الحرب والتغير المناخي والهجرة من العوامل الرئيسية التي ساهمت في هذه الأزمة السكانية. عصفت الحرب بأوروبا طوال القرن تقريبًا، إذ لم تسطع أي دولة كبرى أن تتجنب الحرب في أربعينيات القرن السادس عشر. لم تشهد بعض الدول سنوات كثيرة من السلام، فلم تشهد بولندا مثلًا سوى 27 عامًا من السلام، والجمهورية الهولندية 14 عامًا، وفرنسا 11 عامًا، وإسبانيا 3 أعوام فقط. يعدّ انخفاض عدد السكان في ألمانيا بنسبة بين 15-30% في حرب الثلاثين عامًا من الأمثلة على تأثير الحرب على الديمغرافيا في أوروبا.
كانت موجة الأحداث المناخية التي أثرت بشدة على الإمدادات الغذائية وتسببت في ضياع كبير في المحاصيل في الأراضي الزراعية الهامشية في أوروبا، العامل الآخر للانحدار الديموغرافي في أوروبا. حصل خلال هذه الفترة انخفاض قدره 1-2 درجة مئوية، والذي تزامن مع ظاهرة موندر وموجات كبيرة ومتكررة من النشاط البركاني، ما أدى إلى خفض درجات الحرارة بما يكفي للتسبب في ضياع المحاصيل في أوروبا.
قوبل الضياع في المحاصيل بموجة من الهجرة الحضرية التي أدامت عدم الاستدامة في عدد السكان الحضريين، وتسببت في بعض المناطق بأزمة مالتوسية. على الرغم من عدم كون المراحل المبكرة من أزمات الكفاف في بعض المناطق مالتوسية بطبيعتها، إلا أن النتيجة عادة ما اتبعت هذا النموذج من العجز الزراعي فيما يتعلق بالسكان.